# Rodrigo Royo
Rodrigo Royo Masía (Ayora, Valencia, 7 de agosto de 1922-Madrid, 25 de agosto de 1982) fue un periodista y escritor español.

## Biografía
Nacido en Ayora el 7 de agosto de 1922, durante su juventud militó en el Frente de Juventudes. En 1941 se alistó en la División Azul y llegó a combatir en el Frente Oriental, donde fue herido. A su regreso a España plasmaría sus experiencias bélicas en varias obras. Realizó estudios en la Escuela Oficial de Periodismo, licenciándose en 1944. También realizó estudios de derecho y ciencias políticas de la Universidad Central de Madrid. De ideología falangista y manifiestamente antiamericano, llegaría a ser corresponsal del diario Arriba en Washington D. C. También colaboró con publicaciones como la revista Haz, o el diario barcelonés La Vanguardia Española. Más adelante fue director de Arriba, entre 1960 y 1962. Un editorial aparecido en Arriba el 30 de enero de 1962 —donde invocaba los principios joseantonianos originales y criticaba a los ministros tecnócratas del Opus Dei— provocó su destitución inmediata. Años después pondría en marcha el diario SP, un periódico de línea editorial falangista que mantuvo una posición crítica frente a los tecnócratas del Opus Dei. En 1980 fue nombrado director del diario Informaciones. Falleció en Madrid la madrugada del 25 de agosto de 1982, a la edad de 60 años.

## Obras
- —— (1944). ¡Guerra! Historia de la vida de Luis Pablos. Madrid.
- —— (1957). El Sol y la nieve. Madrid.
- —— (1969). U.S.A., el paraíso del proletariado. Madrid: SP.
- —— (1974). El establishment.[b] Editorial Novaro.
- —— (1974). Todavía.... Barcelona. Premio Ateneo de Sevilla 1974.
- —— (1976). El sepultero. Madrid.